# Creatividad en la educación
La Creatividad en la Educación está orientada al desarrollo y mejoramiento profesional de la práctica educativa en todo el proceso de enseñanza-aprendizaje, dentro de un contexto de integración educativa. Algunos[¿quién?] consideran que es el corazón de la creatividad e implica inquietud, crítica, hacer preguntas, plantear problemas para penetrar más en el fondo de las cosas. Debemos[cita requerida] acostumbrarnos a integrar razón, imaginación e intuición. Es preciso aprender a fortalecer los músculos de la creatividad aplicando procedimientos, mecanismos, maniobras, juegos, ejercicios e instrumentos que la desarrollen.
La creatividad en la educación se puede desarrollar favoreciendo potencialidades y consiguiendo una mejor utilización de los recursos individuales y grupales; dentro del proceso de enseñanza-aprendizaje. Siguiendo con estas ideas, no podríamos hablar de una educación creativa sin mencionar la importancia de una atmósfera creativa que propicie el pensar reflexivo y creativo en el salón de clase.
La concepción acerca de una educación creativa parte del planteamiento de que la creatividad está ligada a todos los ámbitos de la actividad humana. Es el producto de un devenir histórico social determinado. Siguiendo con esta manera de pensar tendríamos que partir de un concepto de creatividad acorde con los planteamientos anteriores, que bien podría ser el siguiente:
Creatividad es el potencial humano integrado por componentes cognoscitivos, afectivos, intelectuales y volitivos (Educación). Estos componentes, a través de una atmósfera creativa, se ponen de manifiesto para generar productos novedosos y de gran valor social y comunicarlos. Trascendiendo en determinados momentos el contexto histórico social en el que se vive. Este concepto integracionista plantea una interrelación dialéctica de las dimensiones básicas con que frecuentemente se ha definido la creatividad de manera unilateral: persona, proceso, producto y medio.

## Creatividad en la educación motor para el cambio
Por otro lado, creatividad en la educación implica el amor por el cambio. Es necesario propiciar, por medio de una atmósfera de libertad psicológica y un profundo humanismo que se manifieste la creatividad de los alumnos . Al menos el sentido de ser capaces de enfrentarse con lo nuevo y darle respuesta. Además, hay que enseñar a no temer el cambio, sino que, más bien, el cambio puede provocar gusto y disfrute.
Podemos afirmar, sin miedo a equivocarnos, que una educación creativa es una educación para el desarrollo y la autorrealización. En esta, no solamente resulta valioso el aprendizaje de nuevas habilidades y estrategias de trabajo, sino también el des-aprendizaje de una serie de actitudes que en determinados momentos nos llenan de candados psicológicos para ser creativos o para permitir que otros lo sean.